# As Nogueiras (Carballeda de Valdeorras)
As Nogueiras es un lugar situado en la parroquia de Pumares, del municipio de Carballeda de Valdeorras, en la provincia de Orense, Galicia, España.